# Giuseppe Salerno (calciatore)
Giuseppe Salerno (Carlentini, 6 agosto 1930 – 10 settembre 2023) è stato un calciatore e allenatore di calcio italiano, di ruolo portiere.

## Carriera
Dopo gli esordi in Prima Divisione sicula con La Goliardica Carlentini nel 1948, viene acquistato dal Siracusa con cui debutta in Serie B al termine della stagione 1949-1950, disputando in seguito altri tre campionati per un totale di 57 presenze.
Nel 1953 passa al Messina, dove partecipa a sei campionati di Serie B totalizzando complessivamente 129 presenze.
Nel 1959-1960 gioca per un'altra stagione in seconda serie, con la maglia del Cagliari.